# Gérard Cooreman
Gérard  Cooreman, né le 25 mars 1852 à Gand et mort le 2 décembre 1926 à Bruxelles, est un avocat, banquier, industriel et homme politique belge, membre du Parti catholique.
Il est président de la Chambre des Représentants (1908-1912) et chef du gouvernement belge entre mai et novembre 1918. Il est ministre d'État, ministre de l'Industrie et Travail (1899) et ministre des Affaires économiques (1918).

## Biographie
Gérard François Marie Cooreman, né le 25 mars 1852 à Gand, est le fils de Victor Cooreman, industriel et financier, et de Mathilde Hovaere. Il est élevé au sein d'une famille nombreuse catholique de la bourgeoisie francophone de Gand. Il épouse Jeanne Van Besien, fille d'un fabricant d'huile qui lui donne sept enfants.
Il étudie chez les Jésuites au collège Sainte-Barbe de Gand. Il poursuit avec des études universitaires dont il sort docteur en droit de l'Université de Gand en 1875. Après ses études, il s'établit comme avocat à Gand. 
En 1887, à la mort de son père, il reprend les affaires paternelles et la direction pour les deux Flandres de la compagnie d’assurances l’Union belge. Il se lance également dans une carrière politique au sein du Parti catholique de Gand. De 1895 à 1911, il siège au conseil communal de Gand. Il est élu en 1892 au sénat et y siège six ans. De 1898 à 1914, il poursuit ensuite comme député à la Chambre des représentants. 
En 1899, Cooreman est pendant quelques mois ministre de l’Industrie et du Travail au gouvernement Vandenpeereboom. Il succède à François Schollaert à la présidence de la Chambre de 1908 à 1912.
Il est nommé ministre d’État en 1912 mais quitte le parlement en mai 1914. Il est en effet nommé directeur de la Société générale de Belgique et participe au conseil d'administration d'une trentaine de sociétés dans le secteur bancaire, immobilier, textile et industriel.
Pendant la Première Guerre mondiale, il suit le gouvernement belge à Sainte-Adresse en France et participe au Conseil des ministres comme ministre d'État et représentant du monde financier et industriel. Homme de réseaux et de commerce agréable, il est estimé pour son pragmatisme et son esprit de conciliation.
À la suite de la démission de Charles de Broqueville, il accepte en juin 1918 le poste de Premier ministre et de ministre des Affaires économiques à la condition de retrouver ses activités antérieures après la victoire sur l'Allemagne. Ayant comme prévu démissionné en novembre 1918, il reprend la direction de la Société générale de Belgique jusqu'à sa mise à la pension en 1923. Pendant sa carrière, il a fait partie de multiples organisations et associations politiques, mutualistes, philanthropiques, sociales, commerciales et industrielles.
À la suite de son décès le 2 décembre 1926, ses funérailles avec les honneurs militaires ont lieu à l'église Sainte-Croix d'Ixelles le 7 décembre 1926 et il est inhumé au cimetière de Mariakerke (près de Gand).

## Distinctions
- Grand cordon de l'ordre de Léopold (Belgique)
- Croix civique de 1re classe 1914-1918 (Belgique)
- Croix spéciale des Mutualistes (Belgique)
- Médaille commémorative du règne de Léopold II (Belgique)
- Grand-croix de l'ordre royal de Victoria (Grande-Bretagne)
- Grand cordon de l'ordre royal de l'Étoile polaire (Suède)
- Grand cordon de l'ordre du Soleil levant (Japon)
- Grand-croix de la Légion d'honneur (France)
- Grand commandeur de l'ordre de Pie IX (Vatican)